# Satriano
Satriano är en ort och kommun i provinsen Catanzaro i regionen Kalabrien i Italien. Kommunen hade 3 443 invånare (2018).